# Трин, Юджин Ху-Чау
Юджин Ху-Чау Трин (англ. Trinh Eugene Huu-Chau, вьет. Trịnh Hữu Châu, Чинь Хыу Тяу; род. 14 сентября 1950) — американский астронавт НАСА вьетнамского происхождения, совершивший 1 космический полёт общей продолжительностью 13 суток 19 часов 30 минут. Второй после Фам Туана вьетнамец, побывавший в космосе. 173-й астронавт США и 274-й космонавт планеты.

## Биография
Юджин Ху-Чау Трин родился 14 сентября 1950 года в Сайгоне (Южный Вьетнам) (на вьетнамском языке его имя произносится Чинь Хыу Тяу). Затем, когда ему было 2 года, он вместе с родителями переехал в Париж, а в 1968 году в возрасте 18 лет перебрался в США, позднее став американским гражданином.
Трин получил своё первое образование в лицее Lycee Michelet (город Vanves, департамент О-де-Сен), который окончил в 1968 году. Он стал бакалавром наук в прикладной физике (Mechanical Engineering - Applied Physics) в Колумбийском университете в 1972 году. Докторскую степень по прикладной физике (Doctorate of Philosophy in Applied Physics) получил в Йельском университете в 1977 году (ранее там же последовательно получил степени: Masters of Science в 1974 году и Masters of Philosophy в 1975 году).
Является членом (подписчиком) нескольких научных обществ: Американское физическое общество, Американское акустическое общество, American Institute of Aeronautics and Astronautics, Sigma Xi Research Society, American Society of Mechanical Engineering.

### Семья
Женат на Иветт Фебри (англ. Yvette Fabry). Родители и Трина и его супруги проживают в Париже. Увлечения: моделирование, музыка, театр, теннис, волейбол, футбол, фотография. Место проживания: сначала Калвер-Сити, штат Калифорния, затем поселился в штате Виргиния в городе Маклин.

### Карьера в НАСА
В 1985 году был включен в резервный экипаж миссии Spacelab 3 в качестве Специалиста миссии (Alternate Payload Specialist, май 1985), когда дублировал астронавта Тейлора Уэнга. Исследования в условиях малой гравитации проводил на самолёте NASA KC-135, набрав около 25 часов (при 0.05 G), начиная с 1983 года. Более 20 лет проводил экспериментальные и теоретические исследования в различных областях физики (Fluid Dynamics, Fundamental Materials Science, Levitation Technology), в том числе о влиянии невесомости на физические, химические и биологические системы. С 1999 года работал старшим научным сотрудником (Senior Research Scientist) в Лаборатории реактивного движения (Jet Propulsion Laboratory). Затем стал директором Отделения исследований в области физических наук (Physical Sciences Research Division) в составе Biological and Physical Research Enterprise НАСА.
С 11 декабря 2005 года стал Директором NASA Management Office (NMO, Jet Propulsion Laboratory), Пасадина.

## Полёт в космос
В 1992 году совершил космический полёт в составе миссии STS-50/United States Microgravity Laboratory-1 (USML-1) общей продолжительностью 13 суток 19 часов 30 минут. Для корабля Колумбия это был 12-й полёт в космос. Старт был совершён 25 июня 1992 года с Космического центра имени Кеннеди во Флориде, а посадка произошла там же 9 июля. Во время миссии проводились эксперименты с лабораторией микрогравитации в лабораторном модуле «Спейслэб» в грузовом отсеке шаттла.

## Награды
В мае 2004 года был удостоен награды Golden Torch Award от имени Vietnamese American National Gala (Washington, D.C.).
- Full tuition Scholarship (Columbia University)
- Sheffield Fellowship (Yale University)
- Group Achievement award NASA for flight experiments
- Science Achievement award for Principal Investigator team NASA
- NASA Exceptional Scientific Achievement Medal
- NASA Flight Medal[3]